# Katalonien-Rundfahrt 2016
Die 96. Katalonien-Rundfahrt 2016 (Volta a Catalunya) war ein Etappenrennen in Spanien in der autonomen Region Katalonien.
Es fand vom 21. bis zum 27. März 2016 statt und war zudem Teil der UCI WorldTour 2016. Es war das fünfte von 28 Rennen.

## Teilnehmende Mannschaften
| WorldTeams (18)- AG2R La Mondiale - Astana - BMC Racing Team - Cannondale - Dimension Data - Etixx-Quick Step - FDJ - Giant-Alpecin - IAM Cycling - Katusha - Lampre-Merida - Lotto NL-Jumbo - Lotto-Soudal - Movistar Team - Orica-GreenEDGE - Sky - Tinkoff - Trek-Segafredo Professional Continental Teams (6)- Caja Rural-Seguros RGA - CCC Sprandi Polkowice - Cofidis, Solutions Crédits - Roompot-Oranje Peloton - Verva ActiveJet - Wanty-Groupe Gobert |
| |

## Etappen
| Etappe    | Datum    | Etappenorte                            | type                 | Länge (km) | Etappensieger     | Gesamtführender |
| --------- | -------- | -------------------------------------- | -------------------- | ---------- | ----------------- | --------------- |
| 1. Etappe | 21. Mär. | Calella – Calella                      | Hügelige Etappe      | 175,8      | Nacer Bouhanni    | Nacer Bouhanni  |
| 2. Etappe | 22. Mär. | Mataró – Olot                          | Hügelige Etappe      | 178,7      | Nacer Bouhanni    | Nacer Bouhanni  |
| 3. Etappe | 23. Mär. | Girona – La Molina                     | Hochgebirgsetappe    | 172,1      | Daniel Martin     | Daniel Martin   |
| 4. Etappe | 24. Mär. | Bagà – Port Ainé                       | Hochgebirgsetappe    | 172,2      | Thomas De Gendt   | Nairo Quintana  |
| 5. Etappe | 25. Mär. | Rialp – Valls                          | Mittelschwere Etappe | 187,2      | Wout Poels        | Nairo Quintana  |
| 6. Etappe | 26. Mär. | Sant Joan Despí – Vilanova i la Geltrú | Flachetappe          | 197,2      | Davide Cimolai    | Nairo Quintana  |
| 7. Etappe | 27. Mär. | Barcelona – Montjuïc                   | Hügelige Etappe      | 136,4      | Alexei Zatewitsch | Nairo Quintana  |

## Gesamtwertung
| \| Gesamtwertung \| Gesamtwertung \| Gesamtwertung \| Gesamtwertung \| Gesamtwertung \| \| Fahrer \| Fahrer \| Land \| Team \| Zeit \| \| ------------- \| ------------------ \| ---------------------- \| ---------------------- \| ---------------- \| \| 1. \| Nairo Quintana \| Kolumbien \| Movistar Team \| 30 h 50 min 19 s \| \| 2. \| Alberto Contador \| Spanien \| Tinkoff \| + 7 s \| \| 3. \| Daniel Martin \| Irland \| Etixx-Quick Step \| + 17 s \| \| 4. \| Richie Porte \| Australien \| BMC Racing Team \| + 17 s \| \| 5. \| Tejay van Garderen \| Vereinigte Staaten \| BMC Racing Team \| + 27 s \| \| 6. \| Romain Bardet \| Frankreich \| AG2R La Mondiale \| + 31 s \| \| 7. \| İlnur Zäkärin \| Russland \| Katusha \| + 42 s \| \| 8. \| Chris Froome \| Vereinigtes Königreich \| Team Sky \| + 46 s \| \| 9. \| Hugh Carthy \| Vereinigtes Königreich \| Caja Rural-Seguros RGA \| + 1 min 01 s \| \| 10. \| Rigoberto Urán \| Kolumbien \| Cannondale \| + 1 min 16 s \| |                    |                        |                        |                  |
| |                    |                        |                        |                  |
| Quellen: ProCyclingStats Cycling Quotient Cycling Archives |                    |                        |                        |                  |
| Gesamtwertung |                    |                        |                        |                  |
| Fahrer | Fahrer             | Land                   | Team                   | Zeit             |
| 1. | Nairo Quintana     | Kolumbien              | Movistar Team          | 30 h 50 min 19 s |
| 2. | Alberto Contador   | Spanien                | Tinkoff                | + 7 s            |
| 3. | Daniel Martin      | Irland                 | Etixx-Quick Step       | + 17 s           |
| 4. | Richie Porte       | Australien             | BMC Racing Team        | + 17 s           |
| 5. | Tejay van Garderen | Vereinigte Staaten     | BMC Racing Team        | + 27 s           |
| 6. | Romain Bardet      | Frankreich             | AG2R La Mondiale       | + 31 s           |
| 7. | İlnur Zäkärin      | Russland               | Katusha                | + 42 s           |
| 8. | Chris Froome       | Vereinigtes Königreich | Team Sky               | + 46 s           |
| 9. | Hugh Carthy        | Vereinigtes Königreich | Caja Rural-Seguros RGA | + 1 min 01 s     |
| 10. | Rigoberto Urán     | Kolumbien              | Cannondale             | + 1 min 16 s     |

## Wertungstrikots
| Etappe         | Etappensieger    | Gesamtwertung  | Bergwertung     | Zwischensprintwertung | Nachwuchswertung | Teamwertung        |
| -------------- | ---------------- | -------------- | --------------- | --------------------- | ---------------- | ------------------ |
| 1              | Nacer Bouhanni   | Nacer Bouhanni | Cameron Meyer   | Thomas De Gendt       | Louis Vervaeke   | Team Giant-Alpecin |
| 2              | Nacer Bouhanni   | Nacer Bouhanni | Boris Dron      | Thomas De Gendt       | Louis Vervaeke   | Team Sky           |
| 3              | Daniel Martin    | Daniel Martin  | Boris Dron      | Thomas De Gendt       | Davide Formolo   | BMC Racing Team    |
| 4              | Thomas De Gendt  | Nairo Quintana | Thomas De Gendt | Thomas De Gendt       | Hugh Carthy      | BMC Racing Team    |
| 5              | Wout Poels       | Nairo Quintana | Thomas De Gendt | Thomas De Gendt       | Hugh Carthy      | BMC Racing Team    |
| 6              | Davide Cimolai   | Nairo Quintana | Thomas De Gendt | Thomas De Gendt       | Hugh Carthy      | BMC Racing Team    |
| 7              | Alexey Tsatevich | Nairo Quintana | Thomas De Gendt | Thomas De Gendt       | Hugh Carthy      | BMC Racing Team    |
| Wertungssieger | Wertungssieger   | Nairo Quintana | Thomas De Gendt | Thomas De Gendt       | Hugh Carthy      | BMC Racing Team    |